# Nationaal park Lobéké
Het nationaal park Lobéké is een nationaal park van 2.178 km² in het uiterste zuidoosten van Kameroen, gelegen in het zuidoostelijke tipje van de regio Est. Het park ligt, net als het nationaal park Nki en het nationaal park Boumba Bek op het grondgebied van de gemeente Moloundou in het departement Boumba-et-Ngoko van de regio Est.  Het park ligt in het Kongobekken en wordt in het oosten begrensd door de loop van de Sangha die in dit gebied ook de landsgrens vormt met de Centraal-Afrikaanse Republiek en de Republiek Congo.

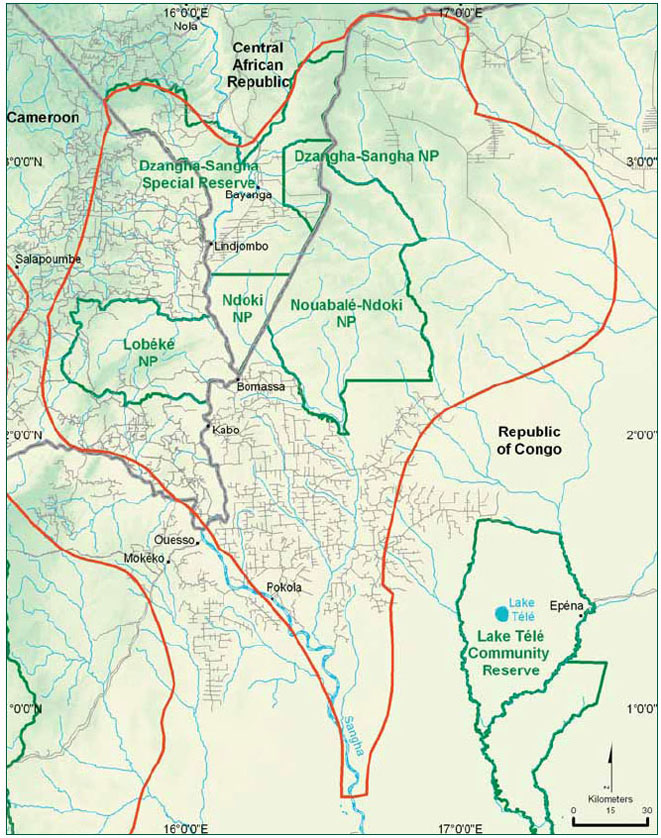
Situering van het NP Lobéké ten opzichte van de andere parken en natuurgebieden die deel uitmaken van Sangha Trinational

Het nationaal park werd in 1999 opgericht. In het park komen meer dan twaalf natuurlijke savannes voor, gekarakteriseerd als zoute moerassen. Er zijn ook zandbanken op de Sangha. De jaarlijkse neerslag bedraagt gemiddeld 1400 mm., waarbij het droge seizoen loopt van december tot februari. Grote open plekken in het bos, of bais, hebben bodems die rijk zijn aan verschillende mineralen die de megafauna van het bos aantrekken. Lobéké is de thuisbasis van veel verschillende etnische groepen, waaronder de Baka, de Bantoe en de Bangando.
Lobéké is overwegend een semi-groenblijvend bos, waarvan het grootste deel nooit is gekapt. Het bos kenmerkt zich door een enorme variatie aan planten. Dominante soorten zijn Malvaceae (Triplochiton scleroxylon, Pterygota, Ceiba pentandra) en Terminalia superba. De onderlaag bestaat uit Marantaceae-Zingiberaceae-struikgewas, of Ebenaceae- en Annonaceae-bomen. In de buurt van beken zijn er clusters van Gilbertiodendron dewevrei. Palmstruwelen en cypergrassen grenzen aan de savannes. Er zijn meer dan 300 soorten bomen in Lobéké.
Enkele van de hoogste dichtheden van Afrikaanse bosolifanten (Loxodonta cyclotis) en westelijke laaglandgorilla's (Gorilla gorilla gorilla) in heel Afrika zijn te vinden in Lobéké. Andere dieren zijn chimpansees, gorilla's, luipaarden en tien soorten boshoefdieren. Naast zoogdieren omvat de fauna-inventaris 215 soorten vlinders, 134 soorten vissen, 18 soorten reptielen en 16 soorten amfibieën.
Nationaal Park Lobéké is een Important Bird Area (#CM033). Meer dan driehonderd soorten vogels zijn hier geregistreerd. De Afrikaanse papegaaiduif, neushoornvogels, geelkeelkoekoek, zandbruine dwergooruil en de witkeelijsvogel zijn allemaal te vinden in het park. Met name binnen Kameroen en Gabon is het een belangrijk vogelgebied voor de Gabonstruikzanger. 
Het nationaal park is omwille van de bescherming van de dichte Afrikaanse bossen van het Kongobekken ook onderdeel van de ecoregio Noordwestelijke Congolese laaglandbossen.
Het nationaal park Lobéké werd in 2012 tijdens de 36e sessie van de Commissie voor het Werelderfgoed als onderdeel van het "Sangha Trinational" toegevoegd aan de lijst van UNESCO natuurerfgoed. De aangrenzende en aaneengesloten parken Dzanga-Ndoki in de Centraal-Afrikaanse Republiek en Nouabalé-Ndoki in de Republiek Congo vormen samen dit Sangha Trinational bosgebied met een totale grootte van ongeveer 750.000 hectare. 